# Eryngium chamissonis
Eryngium chamissonis är en flockblommig växtart som beskrevs av Ignatz Urban. Eryngium chamissonis ingår i släktet martornar, och familjen flockblommiga växter. Inga underarter finns listade i Catalogue of Life.